# ジュゼッピーナ・マクリ
ジュゼッピーナ・マクリ（Giuseppina Macrì 1974年9月3日 - ）は、イタリアのクロトーネ出身の柔道選手。階級は48kg級。身長158cm。

## 人物
1997年の地中海競技大会52kg級で3位になった。1998年の世界学生48kg級では優勝を飾った。2000年のシドニーオリンピックには出場できなかった。2001年のヨーロッパ選手権で3位に入ると、2001年の世界選手権では銅メダルを獲得した。地中海競技大会では2位だった。2002年のヨーロッパ選手権で3位になると、ワールドカップ国別団体戦でも3位となった。翌年の
ヨーロッパ選手権では2位となった。2004年のアテネオリンピックでは初戦で敗れた。

## 主な戦績
- 1997年 - 地中海競技大会　52kg級　3位
- 1998年 - 世界学生　優勝
- 1999年 - ドイツ国際　3位
- 2001年 - ヨーロッパ選手権　3位
- 2001年 - 世界選手権　3位
- 2001年 - 地中海競技大会　2位
- 2002年 - フランス国際　2位
- 2002年 - ヨーロッパ選手権　3位
- 2002年 - ワールドカップ国別団体戦　3位
- 2003年 - ロシア国際　3位
- 2003年 - ヨーロッパ選手権　2位
- 2004年 - ロシア国際　優勝